# Дуарте Коста, Марио Лусио
Марио Лусио Дуарте Коста (порт.-браз. Mario Lúcio Duarte Costa), более известный по прозвищу Аранья (порт.-браз. Aranha) (17 ноября 1980, Позу-Алегри) — бразильский футболист, вратарь, выступающий за клуб «Понте-Прета».

## Биография
Марио Лусио Дуарте Коста является воспитанником школы «Понте-Преты». За эту команду он дебютировал на профессиональном уровне в 2000 году и играл почти все 2000-е годы. Он получил прозвище Аранья от тренера Аилтона Кустодио ещё в пору обучения в футбольной школе в родном городе Позу-Алегри. Аранья на португальском означает паук, и такое сравнение он получил благодаря прозвищу выдающегося советского вратаря Льва Ивановича Яшина, которого прозвали «Чёрным пауком» из-за чёрного цвета формы, прыгучесть и игровые качества.
В 2008 году Аранья был признан лучшим вратарём Лиги Паулисты. 26 мая 2009 года Аранья перешёл в «Атлетико Минейро», где временами успешно боролся за роль основного голкипера.
В 2011 году заключил контракт с «Сантосом», где в первый год выполнял роль дублёра Рафаэла, сыграв считанное число раз. Тем не менее, Аранья также считается победителем Кубка Либертадорес, хотя не сыграл в турнире ни разу. В Лиге Паулисте 2011 Аранья сыграл один матч и также стал чемпионом, а в чемпионате Бразилии 2011 он провёл пять матчей из 38.
Начиная с розыгрыша чемпионата Бразилии 2013 года Аранья стал основным вратарём «Сантоса». В 2014 году он провёл за «Сантос» 33 матча Серии A. В 2015 году перешёл в «Палмейрас», однако в этой команде он не смог выдержать конкуренции, и провёл за год лишь по одному матчу в Лиге Паулисте и бразильской Серии A.
В 2016 году перешёл в «Жоинвиль», выступавший в Серии B. В августе того же года вернулся в «Понте-Прету».

## Титулы и достижения
- Чемпион штата Сан-Паулу (1): 2011
- Чемпион турнира Паулисты среди клубов Интериора (1): 2009
- Чемпион штата Минас-Жерайс (1): 2010
- Обладатель Кубка Либертадорес (1): 2011
- Обладатель Рекопы (1): 2012
- Лучший вратарь Лиги Паулисты (1): 2008